# MAVEN
火星大氣與揮發物演化任務（Mars Atmosphere and Volatile Evolution Mission）簡稱MAVEN，是美國太空總署的火星探測器，於2014年9月22日進入火星軌道。MAVEN的目的是研究火星大氣，以及是什麼原因讓火星大氣變得如此稀薄與乾燥。
MAVEN於2013年11月19日由擎天神五號運載火箭發射。點燃火箭第二節之後停泊在近地軌道27分鐘，接著再次點燃火箭第二節五分鐘，MAVEN便進入火星轉移軌道。
MAVEN於2014年9月22日進入火星軌道，並調整成橢圓形的工作軌道－－最近距離火星150公里，最遠則達6300公里，以從不同的角度觀察火星大氣。
MAVEN的主研究員是科羅拉多大學博爾德分校大氣與太空物理實驗室的布魯斯·賈科斯基。

## 任務概觀

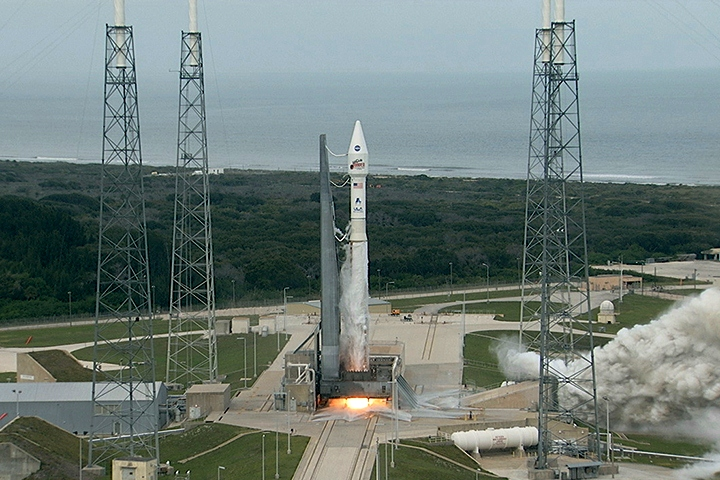
MAVEN - Atlas V 火箭点火 (2013年11月18日).

2008年9月15日，NASA宣佈由眾多提案中選擇MAVEN作為火星偵察兵計畫於2013年發射的部分。
在2013年8月2日，MAVEN太空船抵達佛羅里達州肯尼迪航天中心，開始發射準備。.MAVEN計劃於2013年11月18日以改進型一次性運載火箭發射。於2014年9月進入環繞火星的橢圓軌道，和印度的火星軌道探測器有大致相同的時程。此任務花費6.71億美元。 

## 目標
科學家們懷疑，數百萬年來，隨著行星核心冷卻和磁場衰減，火星失去了 99% 的大氣層，從而使太陽風能夠吹走大氣層曾經包含的大部分水和揮發性化合物。MAVEN 的目標是確定大氣氣體流失到太空的歷史，提供有關火星氣候演變的答案。通過測量大氣目前逃逸到太空的速度並收集相關過程的足夠信息，科學家將能夠推斷出地球大氣如何隨時間演變。
MAVEN有四個主要科學目標：
1. 瞭解從大氣逃逸至太空的揮發物於大氣演化所扮演的角色，進而瞭解火星大氣、氣候、液態水和行星適居性的歷史。
2. 瞭解當今上層大氣與電離層的狀態，還有與太陽風的交互作用。
3. 瞭解當今中性粒子與離子從大氣逃逸的狀況與相關機制。
4. 測得大氣中穩定同位素的比例，以瞭解大氣隨時間流失的情況。[15]

MAVEN的測量亦可驗證當今對於火星大氣甲烷形成的理論模型。

## 硬體概觀
MAVEN軌道衛星的設計是以火星奧德賽號和火星勘察衛星為基礎。

## 科學儀器
MAVEN將研究火星的上層大氣和與太陽風的交互作用。搭載的儀器將測量大氣氣體、上層大氣、太陽風和電離層。 由科羅拉多大學博爾德分校、柏克萊加州大學與戈達德太空飛行中心分別製造將搭載的儀器套件。
儀器套件包括：
- 粒子與場（Particles and Field，P&F）組件
  - 太陽風電子分析儀－測量太陽風與電離層電子
  - 太陽風離子分析儀－測量太陽風與磁層鞘離子密度與速度
  - 超熱與熱離子組成－測量熱離子與中等能量逃逸離子
  - 太陽高能粒子－瞭解太陽高能粒子撞擊上層大氣的情況
  - Lagmuir探針與波－瞭解電離層特性、逃逸離子的波加熱和極紫外光的照射量
  - 磁力儀－測量行星際太陽風與電離層磁場
- 遙測（Remote Sensing，RS）組件
  - 紫外光光譜成像（Imaging Ultraviolet Spectrometer，IUVS）－測量全球上層大氣與電離層的特性
- 中性氣體與離子質譜儀（Neutral Gas and Ion Mass Spectrometer，NGIMS）－測量中性氣體與離子的組成與同位素

## 成果
火星水分通過蒸發進入稀薄的大氣層中。在那裡太陽風可以將水分子分解成氫和氧。氫作為最輕的元素，會上升到火星大氣層的最高水平，並被剝離到太空中，永遠消失在火星上。這種損失被認為是以恆定的速度進行的，但 MAVEN 對火星大氣氫在整個火星年（幾乎兩個地球年）的觀察表明，在火星軌道近日點，逃逸率最高，並達遠日點10倍。2015 年 11 月 5 日，NASA宣布來自 MAVEN 的數據顯示，太陽風暴期間火星大氣的逃逸程度顯著增加。大氣層向太空的流失可能使火星轉變為今天看到的寒冷、乾旱的行星。

## 外部連結
- MAVEN - Mars Atmosphere and Volatile Evolution Mission （页面存档备份，存于），科羅拉多大學博爾德分校大氣與太空物理實驗室。
- MAVEN Launch Updates,Mission Managers Hail Successful MAVEN Launch （页面存档备份，存于），美国国家航空航天局网站报道。